# Zhang Haidi
Dans ce nom chinois, le nom de famille, Zhang, précède le nom personnel.
Pour les articles homonymes, voir Zhang.
Zhang Haidi (en chinois : 张海迪), née le 16 septembre 1955, est une écrivaine chinoise, traductrice, oratrice, présidente du comité paralympique de Chine, membre du comité permanent du comité national de la Conférence consultative politique du peuple chinois, présidente de la Fédération chinoise des personnes handicapées et membre du Parti communiste chinois. Elle est paraplégique depuis ses 5 ans.

## Biographie
Zhang Haidi nait à Jinan le 16 septembre 1955. En 1960, alors qu'elle a cinq ans, elle devient paraplégique à la suite d'un hémangiome de la colonne vertébrale. Au cours des quatre années suivantes, Zhang Haidi subit trois opérations chirurgicales majeures. Six vertèbres lui sont retirées, ce qui engendrera sa paraplégie. Elle est donc dans l'impossibilité d'aller à l'école. Elle est ainsi totalement autodidacte dans l'apprentissage des savoirs fondamentaux.
En 1970, Zhang Haidi part avec ses parents dans le comté de Liaocheng, dans la province de Shandong. Elle y devient enseignante pour enfants. Elle apprend également en autodidacte l'art de l'acupuncture et de la moxibustion en soignant bénévolement les habitants de la ville, tout en demandant conseil à des médecins expérimentés, ainsi que plusieurs langues étrangères (l'anglais à un niveau universitaire ainsi que le japonais, l'allemand et l'espéranto),,. Pour ce faire, elle lit plus d'un millier de livres sur la politique, la littérature, la médecine et les langues étrangères. Elle travaille aussi comme réparatrice de radio au Bureau de la radiodiffusion,.
Le 29 décembre 1981, Le Quotidien du peuple publie en première page un article de Song Xiwen, reporter de la branche Shandong de l'agence de presse Xinhua : « Le cœur de Lingling, une jeune fille paralysée, est comme un feu ». En février 1982, le gouvernement provincial du Shandong décerne à Zhang Haidi le titre de travailleur modèle. En novembre 1982, le comité provincial de la ligue de la jeunesse communiste de Shandong décerne à Zhang Haidi le titre de membre modèle de la ligue de la jeunesse communiste. Zhang Haidi adhère au Parti communiste chinois en décembre 1982.
En 1982, elle épouse Wang Zuoliang, un intellectuel originaire de Shanghai, sans même organiser de mariage.
Le 1er mars 1983, le China Youth Daily publie en première page un long bulletin d'information intitulé Le pilier de la vie - Le chant de Zhang Haidi, ainsi que son autobiographie. Le 7 mars, la ligue de la jeunesse communiste chinoise tient une réunion spéciale de félicitations en son honneur. Elle y est décrite comme étant la nouvelle « Lei Feng des années 1980 ». Huit anciens révolutionnaires, dont Deng Xiaoping, Ye Jianying et Li Xiannian, honorent son esprit positif et désintéressé.
En plus de ses activités littéraires, Zhang Haidi s'engage dans des projets sociaux. Elle visite souvent des orphelinats et des écoles réservées aux enfants porteurs de handicaps, discutant avec eux et leur apportant des cadeaux. Elle œuvre pour l'amélioration de vie des personnes en situation de handicap. En 1990, elle reçoit ainsi par le comité provincial de Shandong un titre en tant que l'une des « dix jeunes les plus remarquables de Shandong » .
En janvier 1991, un carcinome basocellulaire lui est diagnostiqué.
En 1993, elle passe ses examens de troisième cycle au département de philosophie de l'université de Jilin, où elle obtient une maîtrise en philosophie,.
En 2001, elle est désignée comme l'une des vingt femmes les plus influentes du siècle par le Global Magazine de l'agence de presse Xinhua.
De 2007 à 2008, elle est chercheuse invitée à la Maison internationale des artistes de Bamberg, en Allemagne.
En 2010, elle reçoit le prix « 60 ans de femmes exceptionnelles à Jinan ».
En 2012, elle reçoit le prix ESCAP Asia-Pacific Disability Rights Leadership Award.
Le 23 mars 2013, Zhang Haidi reçoit un doctorat honorifique de l'Université de York au Royaume-Uni pour ses réalisations exceptionnelles dans le domaine de la création littéraire et sa contribution à la promotion des personnes handicapées en Chine.

### Carrière littéraire
En 1983, Zhang Haidi se lance dans la littérature, traduisant des centaines de milliers de mots de romans anglais tels que The Seaside Clinic et Modoc,. Elle écrit également des livres tels que son autobiographie Rêves en fauteuil roulant, Le sommet du ciel et Le ciel est long, et un grand nombre d'essais, dont Les oies sauvages volent vite, La fenêtre sur le ciel et La poursuite de la vie. Rêves en fauteuil roulant est publié au Japon et en Corée du Sud, tandis que La poursuite de la vie est réimprimé trois fois en moins de six mois et remporte le prix national du livre Five-One Project. Le Comité central du Parti communiste chinois prend la décision « d'étudier la camarade Zhang Haidi », et Deng Xiaoping écrit : « Étudiez Zhang Haidi et devenez une nouvelle communiste idéale, morale, éduquée et disciplinée ! ».
En 2002, elle publie un roman de 300 000 mots, The Top most. Il remporte le troisième prix national du livre pour le progrès de la civilisation et le premier prix du livre du China Publishing Group.
Elle est également membre de l'Association des écrivains chinois et vice-président de l'Association des écrivains de la province de Shandong.

### Engagement pour l'amélioration des conditions de vie des personnes en situation de handicap
Zhang Haidi est présidente du comité paralympique chinois (élue le 27 décembre 2013), membre du comité permanent du comité national de la Conférence consultative politique du peuple chinois, présidente de la Fédération chinoise des personnes handicapées (élue le 13 nombre 2008), et vice-présidente de la Fédération des personnes handicapées de Shandong,,,,. En octobre 2014, lors du Congrès international de réadaptation à Édimbourg, elle devient la présidente de l'organisation Réhabilitation internationale qui compte des membres dans plus de 100 pays du monde, pour un mandat de 2016 à 2020. Elle est réélue en 2018 pour un mandat de 2020 à 2024.
Zhang Heidi s'efforce notamment d'améliorer la vie des personnes en situation de handicap et de défendre leurs droits et intérêts dans le cadre de son travail qui, malgré son propre handicap, l'amène à beaucoup voyager. Elle se déplace en fauteuil roulant.
En 1998, lors de sa première participation à la vie politique, Zhang Haidi propose la construction d'installations sans obstacle dans les aéroports, les gares et les terminaux. Depuis, de nombreuses villes disposent de rampes d'accès pour les fauteuils roulants et de couloirs pour les malvoyants. Grâce à son travail, depuis 2010 en Chine, les personnes handicapées peuvent également passer l'examen du permis de conduire. C'est une proposition qu'elle avait faite dès 1999. Zhang Heidi apprend elle-même à conduire mais en raison de la fragilité de sa colonne vertébrale, elle ne passera pas son permis de conduire. En revanche, il est toutefois possible de la voir conduire une voiture dans un film qui a été réalisé sur sa vie, My Girlhood. Sorti en septembre 2010, il est réalisé par Feng Zhenzhi d'après l'autobiographie de Zhang Haidi.
En 2021, Zhang Haidi est cheffe de mission chinoise aux Jeux paralympiques de Tokyo.
En 2022, elle est nommée chef de la délégation des Jeux paralympiques d'hiver de Pékin. Elle écrit plusieurs chansons pour la China Disabled People's Performing Art Troupe et la chanson thème des Jeux paralympiques d'hiver de Pékin en 2022.

## Œuvres
Zhang Haidi a publié plusieurs livres :
- Rêves en fauteuil roulant, une autobiographie adaptée en 2010 en film[18] ;
- Le sommet du ciel ;
- Le ciel est long.

Zhang Haidi a aussi publié un certain nombre d'essais :
- Les oies sauvages volent vite ;
- La fenêtre sur le ciel ;
- La poursuite de la vie qui remporte le prix national du livre Five-One Project[5].